# Електропоїзд

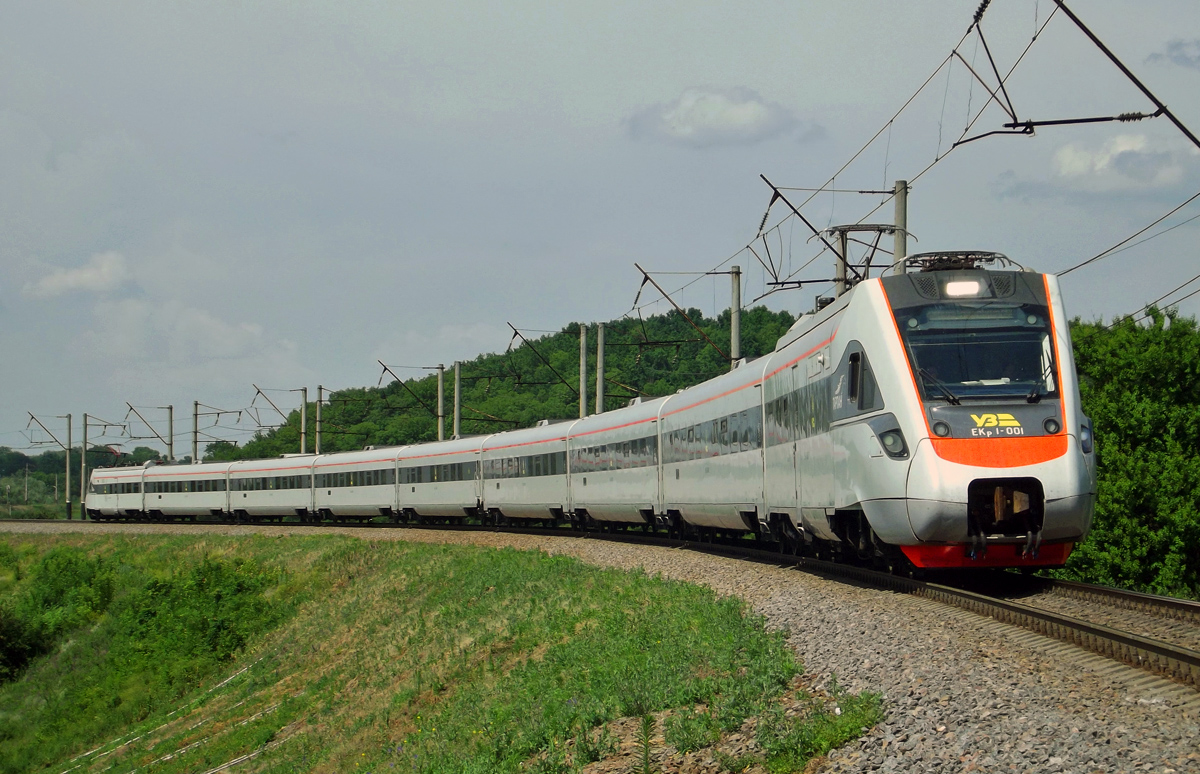
Український електропоїзд ЕКр1 на перегоні Шведська Могила - 328 км

Електропóїзд (розмовне «електричка») — моторвагонний рухомий склад, який переміщують бортові електродвигуни, що отримують енергію із контактної мережі або від акумуляторних батарей. Потяги формуються із моторних і причіпних вагонів. Головний і хвостовий вагони електропоїзда мають кабіни керування.
Завдяки своїм характеристикам електропоїзди широко використовують у приміському сполученні. Вони мають низький рівень шуму, тому не порушують спокою людей, які мешкають поблизу залізничних колій, а також мають велику швидкість і екологічно безпечні для зовнішнього довкілля. Це певною мірою полегшує конструювання і дизайн тунелів для електропоїздів, оскільки не потрібно враховувати наявність викидів, властивих дизельним потягам.

## Історія

### Світ
Перші спроби використовувати електричний струм для приведення в рух залізничних потягів припадають на І половину ХІХ століття.

### Україна
Такий вид транспорту використовують на електрифікованих лініях, де, як правило, є великі пасажиропотоки поблизу великих міст, де курсують електропоїзди від 4 до 10 вагонів. Місткість кожного вагона — близько 100 сидячих місць. Більшість електропоїздів, які використовують, ще радянського виробництва Ризького вагонобудівного заводу, також є незначна кількість аналогічних електропоїздів, які побудовані після 2000 року на підприємстві «Луганськтепловоз». 
Станом на 2016 рік на теренах Укрзалізниці експлуатують 193 електропоїзди постійного струму (з урахуванням електропоїздів, які працюють на захоплених Росією районах Донбасу і без урахування 15 електропоїздів в окупованому Криму) і 153 електропоїзди змінного струму. Загалом — 346 повноцінних електропоїздів. До цієї цифри потрібно додати кілька окремих вагонів зі, які використовують як резерв рухомого складу.
Електропоїзди постійного струму за типами та роками випуску
 
Найстаріші — ЕР1, радянського виробництва, випускалися до початку 1960-х років. Серія ЕР2 випускалася з початку 1960-х років з різними модифікаціями до початку 1990-х років. ЕПЛ2Т — український аналог ЕР2 виробництва «Луганськтепловоз», ЕТ2 — російський аналог ЕР2 виробництва заводу в Торжку.
Електропоїзди змінного струму за типами та роками випуску

ЕР9 — радянського виробництва з 1962 по 1990-ті рр., ЕПЛ9Т — український аналог, виробництва «Луганськтепловоз», ЕД9 — російський аналог, виробництва Деміховського машинобудівного заводу.
Станом на листопад 2017 року парк приміських електропоїздів складає 290 шт..